# Зандворт (траса)
Кільце Зандворт або Кільце «Парк Зандворт» (англ. Circuit Park Zandvoort) — автогоночна траса, розташована поблизу міста Зандворт у Нідерландах.
У цих місцях автогонки проводити ще до Другої світової війни. Під час другої світової війни, в 1942 році, мер міста Ван Альфен запропонував німецьким окупантам побудувати мережу доріг для поліпшення транспортної структури узбережжя та проведення військових парадів.
Після війни глава місцевого автоклубу Джон Хугенхольц, майбутній директор «Зандворта» до 1974-го, запросив відомого тоді гонщика, переможця марафону «24 години Ле-Мана» Семмі Девіса, і той розробив конфігурацію з урахуванням вже існуючих доріг і місцевих ландшафтів. Траса відкрилася 7 серпня 1948 року, в цей же день на ній пройшов «Гран-прі Зандворта», який виграв Принц Біра на Maserati.
З 1952-го по 1985-й рік (з перервами) тут пройшло 30 Гран-прі Формули-1, в яких чотири рази виграв Джим Кларк, і по три рази вигравали Нікі Лауда та Джекі Стюарт.
Траса відома своїм першим, профільованим поворотом «Тарзанбохт» (названим на честь місцевого селянина, який надав свою землю будівельникам автодрому, але натомість побажав, щоб його ім'я було увічнено на трасі), які надають широкі можливості для обгону, а також безліччю швидких S-образних віражів.
За всю свою історію автодром забрав кілька життів, до 1980 року на Зандворті загинуло 7 гонщиків і два глядача.
Після 1985 року гонки Ф1 на трасі не проводилися. До того ж, дозрів план реконструкції траси, згідно з яким її довжина повинна була бути зменшена з 4,2 км майже до 3 км, а старі ділянки пропонувалося забудувати житловими будинками. Але компанія, яка хотіла це здійснити, збанкрутувала. Міська влада створили нову, куди увійшов і син Хугенхольца — колинього директора «Зандворта». За 6 років — з 1995-го по 2001-й — були перебудовані паддок та головна глядацька трибуна, побудована нова ділянка, але перша частина кільця гран-прі залишена майже без змін, включаючи і поворот «Тарзанбохт».
За традицією автодром використовується для проведення етапів DTM разом з серіями підтримки (в тому числі Ф3). Траса відкривала сезон 2006-2007 гонок А1. Також на ній проводиться престижна позазалікова гонка Ф3 BP Ultimate Masters (c 1991 по 2005 рр носила назву F3 Marlboro Masters).
З огляду на скарги місцевих жителів на високий рівень шуму, використання траси поступово обмежується.
У лютому 2016 Ханс Ернст, який володів трасою протягом 27 років, продав її Chapman Andretti (заснована членом королівської сім'ї, принцом Бернардом Оранским-Нассау, і Менно де Йонгом). Принц вважає, що цілком можливо буде повернути на «Зандворт» етап Формули 1
14 травня 2019 року було оголошено, що з 2020 року «Зандворт» знову прийме Гран-Прі Ф1. Траса буде незначно змінена для відповідності новим вимогам безпеки FIA.